# Isesaki
Isesaki (伊勢崎市 -shi) é uma cidade japonesa localizada na província de Gunma.
Em 1 de dezembro de 2004 a cidade tinha uma população estimada em 207 562 habitantes e uma densidade populacional de 1490 h/km². Tem uma área total de 139,33 km².
Recebeu o estatuto de cidade a 13 de Setembro de 1940.

## Cidades-irmãs
- Springfield, Estados Unidos
- Teradomari, Japão
- Maanshan, China